# Hendrik VII (rooms-koning)

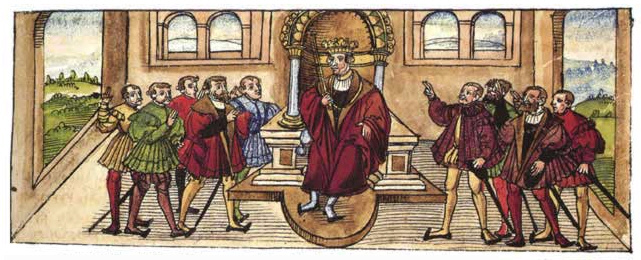
Eerbetoon van Koning Hendrik in Würzburg 1234

Hendrik (VII) (12 februari 1211 - Martirano, 12 februari 1242) uit het huis der Hohenstaufen werd in 1212 door zijn keizerlijke vader tot koning van Sicilië gekroond,  was vanaf 1217 als Hendrik II hertog van Zwaben, bekleedde vanaf 1219 het rectoraat van Bourgondië en was vanaf 1222 Duits koning. Door historici wordt hij soms geduid als "Heinrich der Klammersiebte" ('haakjes-Hendrik', met zijn 'rangnummer' tussen haakjes om hem van de 'echte' Hendrik VII van Luxemburg te onderscheiden).
Hendrik zat klem tussen vorsten en keizer en stierf op tragische wijze na jarenlange gevangenschap.

## Levensloop
Hij was een zoon van keizer Frederik II en de enige zoon met diens eerste echtgenote Constance van Aragón. Nog geen een jaar oud werd hij in Palermo tot koning van Sicilië gekroond. Als vijfjarige werd hij naar Duitsland overgebracht en aan de rijksvorsten voorgesteld.
In 1217 werd hij met het hertogdom Zwaben beleend en vanaf 1219 bekleedde hij het rectoraat van Bourgondië. In 1220 werd de toen nog minderjarige Hendrik door de Duitse wereldrijksvorsten in Frankfurt am Main verkozen tot Duits (mede) koning en door zijn ouders achtergelaten. Hij zou zijn moeder, die in mei 1222 stierf, nooit meer zien. In dezelfde maand werd hij in Aken gekroond waarvoor de geestelijke rijksvorsten Confoederatio cum principibus ecclesiasticis verleend hadden. De wereldlijke rijksvorsten waren van mening dat zij met de kroning van Hendrik hun positie versterkten. Zijn bestuur was echter geen succes waardoor de wereldlijke bestuurders gedwongen waren steeds meer concessies te doen. Tot zijn meerderjarigheid lag de soevereine macht bij aartsbisschop van Keulen Engelbert II van Berg.

### Huwelijk
Nadat hij al eens naar de hand van Engelse koningsdochter Isabella had gedongen, wilde Hendrik graag met zijn jeugdliefde Agnes van Bohemen trouwen. Maar hij werd door zijn vader gedwongen in 1225, op veertienjarige leeftijd, tot een huwelijk met Margaretha, de dochter van hertog Leopold VI van Oostenrijk.

### Conflict met vorsten en zijn vader, de keizer
Hendrik raakte steeds meer in conflict met zijn vader, die hem slechts als zijn plaatsvervanger zag en niet als autonoom koning. Hendrik was door zijn vader te veel aan zijn lot overgelaten en niet goed toegerust voor zijn taak. Hij miste betrouwbare adviseurs en een behoorlijke kanselarij. De vorsten konden de koning en de keizer tegen elkaar uitspelen en hun eigen macht vergroten. Zo kwam Hendrik klem te zitten tussen de rijksvorsten en de keizer. Zonder erkenning en vertrouwen begon hij fouten te maken.
Vanaf 1228, toen Frederik op kruistocht was, begon hij zelfstandig beslissingen te nemen. Hendrik greep krachtig in toen vorsten als Lodewijk I van Beieren tegen het keizerlijk gezag opstonden, door de paus daartoe opgezet.
Hendrik probeerde de macht van de kerkvorsten en de hoge adel aan banden te leggen en koos vaak de kant van de lagere adel en de steden. Zo gaf hij op 31 augustus 1230  stadsrechten aan de rijkspaltsstad Nijmegen met verwijzing naar de stadsrechtprivileges van Aken. De adel spande samen en hij werd verplicht partij voor hen te kiezen, tegen de steden. Het resultaat was de wet Statutum in favorem principum (statuut in het voordeel van de prinsen) van 1231, dat zijn vader moest ratificeren in 1232.
Hendrik werd op het matje geroepen in 1232 op een hofdag in Cividale del Friuli bij Venetië. Hendrik zag zijn vader voor het eerst terug in twaalf jaar. Ze waren van elkaar vervreemd en beiden koppig en eigenzinnig. Hendrik werd vernederd, ten overstaan van de rijksvorsten, werd hem publiekelijk 'de oren gewassen'. De keizer verbleef hoofdzakelijk in Italië en had er alle belang bij, op goede voet te staan bij de rijksvorsten
Hendrik ging daarna nog meer zijn eigen weg en was steeds minder bereid zich te schikken naar de wensen van zijn vader. Hij had een sterk rechtvaardigheidsgevoel en verzette zich moedig tegen de "onrechtvaardige vervolging" van ketters, tegen de zin in de van de Kerk en de keizer. Zo wist hij in 1233 nog te voorkomen dat graaf Hendrik III van Sayn door de gevreesde inquisiteur Koenraad van Marburg onschuldig op de brandstapel kwam. De keizer liet hem via de paus in 1234 excommuniceren. De recalcitrante Hendrik beging toen zijn grootste fout. 
Toen hij in 1234 toenadering zocht met de Lombardische Liga, de aartsvijand van de keizer, was dat voor zijn vader aanleiding hem, wegens 'hoogverraad', als koning af te zetten ten voordele van zijn halfbroer Koenraad. Keizer Frederik kwam in de zomer van 1235 naar het Duitse Rijk, waarop edelen zich de een na de ander van de koning afkeerden.  Hendrik werd gevangengenomen en in de Dom van Worms aan een proces onderworpen, zijn vader ageerde als opperrechter. Hij werd na een urenlange vernedering tot levenslange gevangenschap veroordeeld. Enige dagen later huwde Frederik in dezelfde Dom van Worms met Isabella van Engeland, de dochter van Jan Zonder Land. Ooit was zij de beoogde bruid van Hendrik.

### Gevangenschap en overlijden
Lange jaren bracht Hendrik door in verschillende burchten in Apulië. Wel mocht hij vrienden ontvangen, werd hij goed verzorgd en behoorlijk gekleed. In februari 1242 werd Hendrik overgeplaatst naar de burcht San Marco bij Martirano in Calabrië. Hendrik stortte onderweg van een steil, verlaten bergpad en kwam om het leven.
Hendrik werd met alle luister, gekleed in een met goud en zilver doorstikte koningsmantel, bijgezet in de Dom van Cosenza en Frederik was bij de uitvaart aanwezig.  

### Beschrijving en karakter
Hij was een knappe, lange man met volle bos blond haar, met rossige snor en montere oogopslag. Hij sleepte met zijn linkerbeen, door een ongeluk in zijn jeugd. Hij was opgewekt van aard en een vriendelijk, soms driftig karakter. Hij hield van de valkenjacht en was kunstzinnig.
Hendrik was een ontwikkeld vorst met veel belangstelling voor literatuur. Hij omringde zich aan zijn hof met vele bekende minnezangers en dichters. Hij schreef zelf een aantal minneliederen.

### Huwelijk en kinderen
Hendrik VII was gehuwd met Margaretha, dochter van Leopold VI van Oostenrijk. Hendrik was nog minderjarig, veertien jaar, Margaretha was zeven jaar ouder, eenentwintig. Van Hendrik en Margaretha zijn de volgende kinderen bekend:
- Heinrich (na mei 1228 en voor juli 1235)
- Friedrich (na mei 1228 en voor juli 1235)

### Voorouders
| Voorouders van Koenraad IV (1228-1254) | Voorouders van Koenraad IV (1228-1254)                                              | Voorouders van Koenraad IV (1228-1254)                                              | Voorouders van Koenraad IV (1228-1254)                                  | Voorouders van Koenraad IV (1228-1254)                                  | Voorouders van Koenraad IV (1228-1254)                                      | Voorouders van Koenraad IV (1228-1254)                                      | Voorouders van Koenraad IV (1228-1254)                                      | Voorouders van Koenraad IV (1228-1254)                                      |
| -------------------------------------- | ----------------------------------------------------------------------------------- | ----------------------------------------------------------------------------------- | ----------------------------------------------------------------------- | ----------------------------------------------------------------------- | --------------------------------------------------------------------------- | --------------------------------------------------------------------------- | --------------------------------------------------------------------------- | --------------------------------------------------------------------------- |
| Overgrootouders                        | Keizer Frederik I Barbarossa (122-1190) ∞ 1156 Beatrix I van Bourgondië (1145-1184) | Keizer Frederik I Barbarossa (122-1190) ∞ 1156 Beatrix I van Bourgondië (1145-1184) | Rogier II van Sicilië (1095-1154) ∞ 1130 Beatrix van Rethel (1130-1185) | Rogier II van Sicilië (1095-1154) ∞ 1130 Beatrix van Rethel (1130-1185) | Ramon Berenguer IV (1113-1162) ∞ Petronella van Aragón (1135-1174)          | Ramon Berenguer IV (1113-1162) ∞ Petronella van Aragón (1135-1174)          | Alfons VII van León en Castilië (1105-1157) ∞ Richeza van Polen (1140-1165) | Alfons VII van León en Castilië (1105-1157) ∞ Richeza van Polen (1140-1165) |
| Grootouders                            | Keizer Hendrik VI (1165-1197) ∞ Constance van Sicilië (1154-1198)                   | Keizer Hendrik VI (1165-1197) ∞ Constance van Sicilië (1154-1198)                   | Keizer Hendrik VI (1165-1197) ∞ Constance van Sicilië (1154-1198)       | Keizer Hendrik VI (1165-1197) ∞ Constance van Sicilië (1154-1198)       | Alfons II van Aragón (1157-1196) ∞ Sancha van Castilië (Aragón) (1154-1208) | Alfons II van Aragón (1157-1196) ∞ Sancha van Castilië (Aragón) (1154-1208) | Alfons II van Aragón (1157-1196) ∞ Sancha van Castilië (Aragón) (1154-1208) | Alfons II van Aragón (1157-1196) ∞ Sancha van Castilië (Aragón) (1154-1208) |
| Ouders                                 | Keizer Frederik II (1194-1250) ∞ Constance van Aragón (1179-1222)                   | Keizer Frederik II (1194-1250) ∞ Constance van Aragón (1179-1222)                   | Keizer Frederik II (1194-1250) ∞ Constance van Aragón (1179-1222)       | Keizer Frederik II (1194-1250) ∞ Constance van Aragón (1179-1222)       | Keizer Frederik II (1194-1250) ∞ Constance van Aragón (1179-1222)           | Keizer Frederik II (1194-1250) ∞ Constance van Aragón (1179-1222)           | Keizer Frederik II (1194-1250) ∞ Constance van Aragón (1179-1222)           | Keizer Frederik II (1194-1250) ∞ Constance van Aragón (1179-1222)           |

### Paleopathologisch onderzoek
Toen in 1998 Hendriks sarcofaag werd geopend bleek uit paleopathologisch onderzoek, dat zijn gezicht en ledematen ernstig verminkt waren door 'lepromateuze lepra'. Hendrik VII was melaats en kan daarom geïsoleerd gevangen zijn gehouden.